# لئوناردو راموس دوس سانتوس
لئوناردو راموس دوس سانتوس (به پرتغالی: Leonardo Ramos dos Santos) مهاجم اهل برزیل است که در شهر Ourinhos و در تاریخ ۹ ژوئن ۱۹۹۲ به دنیا آمده‌است.
لئوناردو راموس دوس سانتوس در تیم‌های فوتبال Dinamo Minsk سابقهٔ حضور دارد.